# Клёнов, Павел Никитич
Павел Никитович Клёнов (20 сентября 1924, Княжево, Тамбовская губерния, РСФСР — 20 сентября 2014, Луганск, Украина) — советский и украинский актёр театра и кино, народный артист Украинской ССР (1973).

## Биография
Участник Великой Отечественной войны. Служил старшиной, был командиром взвода автоматчиков. В августе 1943-го в бою на Смоленском направлении, под Ржевом, поднял в атаку взвод и получил тяжелое осколочное минное ранение.
Трудовую деятельность начал в 1944 году артистом вспомогательного состава Ростовского государственного академического театра им. М.Горького. В 1946 году окончил Ростовскую-на-Дону театральную студию. С 1947 года был переведен на должность артиста этого театра. С 1951 по 1955 годы работал в драматическом театре Советской Армии Дальневосточного Военного округа. С 1955 по 1960 годы — артист Ростовского государственного театра комедии.
В 1960—1963 годах — артист Донецкого областного русского драматического театра (Мариуполь), а с 1963 года — артист Луганского областного русского драматического театра им. Павла Луспекаева.
В Луганском театре, где он как режиссёр осуществил постановку 30 спектаклей, к 25 из них сделал музыкальное оформление. Первый в этом ряду — «Варшавская мелодия», где он сыграл роль Виктора. Затем им были поставлены «Судьба разведчика», «Наследство», «Чти отца своего», «Смешной день», «Нужный человек», «Последний срок», «Игра воображения», «Именины на костылях», «Милый развратник», «Осенние скрипки» и другие. Последняя режиссёрская работа — «Дядюшкин сон» по пьесе Ф. Достоевского, где он играл и главную роль.
За свою творческую биографию сыграл около 200 ролей, из них около 130 — в Луганском театре.

## Театральные работы
- Булычев («Егор Булычев и другие» М. Горького)
- Бессеменов («Мещане» М. Горького)
- Командор («Каменный властелин» Л. Украинки)
- Будулай («Цыган» М.Провоторова по А. Калинину)
- Вышневский («Доходное место» А. Островского)
- Фирс («Вишневый сад» А. Чехова)
- Гуляев («Наедине со всеми» А. Гельмана)
- Вукол («На бойком месте» А. Островского)
- Иван Малов («Смешной день» В. Покровского)
- Маттиас Клаузен («Перед заходом солнца» Г. Гауптмана)
- Прибытков («Последняя жертва» А. Островского)

Режиссёр:
- «Костер» С. Алешина
- «На бойком месте» А. Островского
- «Наследство» А. Софронова
- «А поутру они проснулись» В. Шукшина
- «Последний срок» В. Распутина
- «Верните бабушку» В. Мхитаряна
- «Загнанная лошадь» Ф. Саган
- «Он пришел» Дж. Б. Пристли
- «Осенние скрипки» И. Сургучева

## Роли в кино
- 1987 — «Государственная граница», За порогом победы, Фильм 6 — священник,
- 1975 — «Мустанг-иноходец» — Монтгомери
- 1962 — «Здравствуй, Гнат» — Бубнов

## Награды и звания
- Награждён орденами Октябрьской революции, Отечественной войны I степени, медалями.
- Народный артист Украинской ССР.
- Почетный гражданин города Луганска.